# کاون
کاون (به انگلیسی: Cowon) شرکتی کره ای می باشد که به ساخت ام‌پی‌تری پلیر و نرم‌افزارهای پخش موسیقی همچون جت آئودیو می پردازد. 